# Carlo Valentini
Carlo Valentini (sinh ngày 15 tháng 3 năm 1982) là một cầu thủ bóng đá người San Marino hiện tại thi đấu cho S.S. Murata ở vị trí tiền vệ và trước đây từng Đội tuyển bóng đá quốc gia San Marino.